# Ahmad Mnajed
Ahmad Mnajed Abbas (en árabe: أحمد مناجد‎; nacido en Kirkuk, Irak; 13 de diciembre de 1981) es un esfutbolista internacional y entrenador de fútbol iraquí. Actualmente es entrenador asistente del Erbil SC.

## Trayectoria
Ahmad Mnajed actúa como delantero, aunque también es utilizado como centrocampista ofensivo.
Comenzó su carrera futbolística en el Al-Zawraa. Luego jugó en el Bahréin Riffa Club. Con este equipo conquistó una Liga y una Copa Príncipe de la Corona de Baréin.
En 2006 se marcha a Líbano, en donde ficha por el Al Ansar Beirut. Con este club gana una Liga y una Copa del Líbano.
Tras unos meses jugando en Siria para el Al-Wahda Damasco regresa a su país natal, donde firma un contrato con su actual club, el Al-Talaba.

## Selección nacional
Con las categorías inferiores participó en la Copa Mundial de Fútbol Juvenil de 2001.
Ha sido internacional con la Selección de fútbol de Irak en 32 ocasiones. Su debut con la camiseta nacional se produjo el 12 de febrero de 2004 en el partido Japón 2-0 Irak.
Formó parte del equipo olímpico que participó en el Torneo masculino de fútbol en los Juegos Olímpicos de Atenas 2004. Su selección quedó cuarta en esa competición. Ahmad Mnajed disputó dos encuentros.
Ganó la Copa Asiática 2007, torneo en el que jugó tres partidos.

## Clubes
| Club                 | País   | Año       |
| -------------------- | ------ | --------- |
| Al-Zawraa Sport Club | Irak   | ?-2004    |
| Bahréin Riffa Club   | Baréin | 2004-2006 |
| Al Ansar Beirut      | Líbano | 2006-2008 |
| Al-Wahda Damasco     | Siria  | 2008      |
| Al-Talaba            | Irak   | 2008-2009 |
| Al Ansar Beirut      | Líbano | 2009-2010 |
| Dohuk FC             | Irak   | 2010-2011 |
| Baghdad FC           | Irak   | 2011-2012 |
| Sulaymaniyah FC      | Irak   | 2012-2013 |

## Palmarés
- 1 Liga de Baréin (Bahréin Riffa Club, 2005)
- 1 Copa Príncipe de la Corona de Baréin (Bahréin Riffa Club, 2005)
- 1 Liga del Líbano (Al Ansar Beirut, 2007)
- 1 Copa del Líbano (Al Ansar Beirut, 2007)
- 1 Copa Asiática (Selección iraquí, 2007)